# Vertikalni i horizontalni pojačavač
Vertikalni pojačavač je sastavni dio osciloskopa i omogućava prikaz signala na ekran osciloskopa. Vertikalni pojačavač se, u principu, sastoji od niza diferencijalnih pojačivača sa stabilisanim pojačanjem.
Pojačavač ima dva ulaza na koje se dovode naponi iz kola. Da bi se lakše razumijo rad ovog pojačavačkog stepena, date su i tipične vrijednosti elemenata kola. Otpornici Rc1 i Rc2 imaju velike otpornosti i sa izvorom U čine dva izvora konstantne struje u odnosu na otpornik Re, koji ima malu otpornost. (Neka u nekom kolu imamo izvor i veliku otpornost, na primjer 10kΩ ako u ovo kolo dodamo otpornost od 50Ω, struja se sasvim malo smanji i ostaje približno ista.Ako se umjesto otpornosti od 50Ω stavi druga otpornost od 100Ω, struja i dalje ostaje približno ista jer obe male otpornosti praktično ne mjenjaju struju u kolu) .Kroz otpornike Re1 i Re2 praktično ne teče promjenljiva komponenta kolektorskih struja tranizstora T1 i T2. 
Obično je ulazni napon U1 promjenljiv, a U2 konstantan. Ako se posmatra dio kola iznad isprekidane linije, vidi se da je to pojačivač sa negativnom povratnom spregom u kolu emitora. Pojačanje ovog dijela kola je:
{\displaystyle A'={\frac {\Delta U_{c1}}{\Delta U_{1}}}=-{\frac {R_{c1}}{R_{e}}}}
Ovaj izraz se može izvesti i na slijedeći način: Ako se poveća samo napon U1 za ΔU1, povećava se struja Ic1 tranzistora T1 za ΔIc1 teče kroz otpornik Re i na njemu stvara napon ΔIc1Re. Napon Ube tranzistora T1 je ostao približno konstantan,jer je on uvjek približno 0,7 V. Isto tako je ostao konstantan napon na emitoru tranzistora T2, pa je povećanje napona U1 za ΔU1 u cjelini preneseno na otpornik Re, tj. ΔU1= ΔIc1Re. Povećanje struje ΔIc1 teče kroz otpornik Rc1 i na njemu stvara pad napona - ΔIc1Rc1 i to je dio izlaznog napona Δuiz, tj. ΔUiz = -ΔIc1Rc1. Pojačanje gornjeg dijela pojačavača se dobije kao promjena izlaznog napona podjeljena sa promjenom ulaznog napona:
{\displaystyle A'={\frac {\Delta U_{iz}}{\Delta U_{1}}}=-{\frac {\Delta I_{c1}R_{c1}}{\Delta I_{c1}R_{e}}}=-{\frac {R_{c1}}{R_{e}}}}
Ovo je pojačanje gornjeg djela diferencijalnog pojačavača. Ukupno pojačanje se dobije sledećom analizom. Ukoliko se, na primjer, poveća kolektorska struja  tranzistora T1, za isti iznos smanjuje se kolektorska struja tranzistora T2, jer se struje kroz otpornike Re1 i Re2 ne mogu mjenjati. Na otporniku Rc2 se dobije ista promjena izlaznog napona kao i na Rc1, samo suprotnog znaka. Ukupna promjena izlaznog napona je dva puta veća od promjene na otporniku Rc1, pa je ukupno pojačanje dva puta veće i iznosi:
{\displaystyle A=2A'=-2{\frac {R_{c1}}{R_{e}}}}
Vidi se da je pojačanje pojačivača,obično malo,pa vertikalni pojačavač obično sadrži 2-5 ovakvih stepeni.Sa izlaza poslednjeg pojačavačkog stepena napon se vodi na vertikalne ploče katodne cijevi.
Horizontalni pojačavač se, u principu, izvodi kao i vertikalni, samo ima manje pojačavačkih stepeni (često samo jedan). Takođe ima manji propusni opseg, koji je obično 10 puta manji nego kod vertikalnog pojačavača.